# 村山秀太郎
村山 秀太郎（むらやま ひでたろう、1963年 - ）は、日本の予備校講師。神奈川県横浜市出身。「スタディサプリ」世界史講師、世界史塾バロンドール主宰。

## 略歴
1963年、神奈川県横浜市出身。高校時代はバレーボール部に所属し、現役で早稲田大学商学部へ。慶應義塾大学法・文学部にも合格していた。在学中に西荻窪に私塾を設立後、早稲田大学大学院社会科学研究科修士課程を修了（社会思想史専攻）。秀英予備校や東進ハイスクール、Z会映像コース等を経て、現在はトフルゼミナール、巣鴨ワークショップ、都内私立高校や大学、朝日カルチャーセンター、リクルート「スタディサプリ」で世界史を担当している。

## 人物
16歳で単身欧州8か国を旅行し、19歳でサハラ砂漠を縦断した後、ベルリンの壁崩壊、統一ドイツ式典、ソ連崩壊時のモスクワクーデターを現地体験、1991年にダマスカスでカメラ撮影中に2度連行されるなど世界史の舞台百余国を旅してきた。YouTube「 村山秀太郎チャンネル」でニュースに即したコメントを、「YouTube一般社団法人日本在外企業協会 」では十八番のエルサレム史を披露している。また猫アレルギー。

## 著書
- 『世界一わかりやすい世界史の授業』（2011年2月1日、中経出版、ISBN 978-4806139515）
- 『中学生から大人まで　よくわかる中東の世界史』（2011年7月8日、新人物往来社、ISBN 978-4404040428)
- 『CD付「朗読少女」とあらすじで読む世界史』（2012年6月30日、中経出版、ISBN 978-4806143994）
- 『世界史トータルナビ INPUT&OUTPUT800』（2014年4月15日、学研プラス、ISBN 978-4053039613）- 市川賢司と共監修
- 『10時間で歴史に強くなる 東大の世界史ワークブック』（2016年6月15日、かんき出版、ISBN 978-4761271817）
- 『国際情勢の「なぜ」に答える！地政学入門』（2016年7月23日、洋泉社、ISBN 978-4800309785）- 監修
- 『これ1冊!世界文化史』（2017年4月7日、アーク出版、ISBN 978-4860591724）
- 『地政学で読み解く！海がつくった世界史』（2017年7月7日、実業之日本社、ISBN 978-4408337135）- 監修
- 『これ1冊!世界各国史』（2019年10月19日、アーク出版、ISBN 978-4860592035）
- 『絵本のようにめくる世界遺産の物語』（2020年6月5日、昭文社、ISBN 978-4398145840） - 本田陽子と共監修
- 『絵本のようにめくる 世界遺産の物語 地球の記憶編』（2020年9月23日、昭文社、ISBN 978-4398145901）- 本田陽子と共監修
- 『絵本のようにめくる 世界遺産の物語 色彩の魔術編』（2021年3月27日、昭文社、ISBN 978-4398145994）- 本田陽子と共監修
- 『「世界史と日本史」同時授業』（2022年5月20日、アーク出版、ISBN 978-4860592318）- 伊藤賀一と共著
- 『改訂新版 これ1冊！世界各国史』（2022年10月13日、アーク出版、ISBN 978-4860592332）

## 出演

### テレビ
- 世界史偉人伝（2013年7月 - 9月、DHCシアター）
- 世界史超基礎講座（2014年5月 - 2015年4月、DHCシアター）
- 新報道2001(2016年、フジテレビ)